# Bosooievaarsbek
De bosooievaarsbek (Geranium sylvaticum) is een vaste plant die behoort tot de ooievaarsbekfamilie (Geraniaceae). De plant komt van nature voor in Midden-Europa en Noord-Azië en wordt in de siertuin gebruikt. Voor de siertuin zijn er verschillende cultivars. In Nederland komen ook verwilderde exemplaren voor.
De plant wordt 30-70 cm hoog en vormt stevige, kruipende wortelstokken. De stengel en bloeiwijze zijn dicht bezet met lange klierharen. De bladeren zijn veerlobbig.
De bosooievaarsbek bloeit in juni en juli met meestal roodpaarsachtige, maar soms witte, 2,2- 2,6 cm grote bloemen. De kroonbladen hebben een witte voet. De steel van de bloem staat altijd rechtop. Half augustus kan nog een tweede bloei optreden.
De vrucht is een vijfdelige kluisvrucht.

## Namen in andere talen
- Duits: Wald-Storchschnabel
- Engels: Wood Cranesbill
- Frans: Géranium des bois

... · 
G. columbinum (fijne ooievaarsbek) · 
G. dissectum (slipbladige ooievaarsbek) · 
G. lucidum (glanzige ooievaarsbek) · 
G. macrorrhizum (rotsooievaarsbek) · 
G. molle (zachte ooievaarsbek) · 
G. nodosum (knopige ooievaarsbek) · 
G. palustre (moerasooievaarsbek) · 
G. phaeum (donkere ooievaarsbek) · 
G. pratense (beemdooievaarsbek) · 
G. purpureum (klein robertskruid) · 
G. pusillum (kleine ooievaarsbek) · 
G. pyrenaicum (bermooievaarsbek) · 
G. robertianum (robertskruid) · 
G. rotundifolium (ronde ooievaarsbek) · 
G. sanguineum (bloedooievaarsbek) · 
G. sylvaticum (bosooievaarsbek) · 
...